# Grande Prêmio da Espanha de 2018
O Grande Prêmio da Espanha de 2018 (formalmente denominado Formula 1 Gran Premio de España Emirates 2018) foi a quinta etapa da temporada de 2018 da Fórmula 1. Disputada em 13 de maio de 2018 no Circuito da Catalunha, Montmeló, Espanha

## Relatório

### Treino Livre
No finalzinho do 3º treino livre, Brendon Hartley perdeu o controle do carro na entrada da reta oposta e bateu com violência a STR-Honda, causando uma bandeira vermelha. Apesar da força do impacto na traseira, Hartley saiu ileso, mas dificilmente ele não participou do treino classificatório, devido aos grandes danos na parte de trás do carro.
O neozelandês, que já tem sua vaga de titular ameaçada, pelo menos foi liberado para a corrida, apesar da dor de cabeça que sentiu após a batida. De qualquer forma, Hartley vai largar em último. 

### Treino Classificatório
Q1
Depois do domínio da Mercedes nos treinos livres, principalmente com o uso dos pneus macios, a Ferrari reagiu na classificação. Logo na primeira parte do treino, com os pilotos usando na sua maioria os pneus supermacios, Vettel cravou 1m17s031, melhor tempo do fim de semana até então. Já Hamilton e Bottas não repetiram o ótimo desempenho, dando a entender que, com os supermacios, os pneus mais aderentes do fim de semana, o rendimento não é tão bom.
Entre os eliminados, chamou a atenção a presença de Nico Hulkenberg, que havia chegado ao Q3 em três das quatro primeiras corridas da temporada - a Renault suspeita de um problema na pressão de combustível. Já a Williams continuou seu calvário em Barcelona, com Sergey Sirotkin largando em 18º, um posto à frente de Lance Stroll, que outra vez errou e bateu na sua última tentativa. Curiosamente, no momento da saída de pista, o canadense levantou brita e uma pedra quebrou a lente da câmera que filmava a escapada.
Eliminados: Nico Hülkenberg (Renault), Marcus Ericsson (Sauber), Sergey Sirotkin (Williams), Lance Stroll (Williams) e Brendon Hartley (Toro Rosso).
Q2
A segunda parte do treino começou com os principais pilotos usando pneu macio, o segundo na escala de aderência no fim de semana, já que é obrigatório largar com os compostos usados na melhor volta no Q2. Vettel melhorou ainda mais o tempo do Q1 ao cravar 1m16s802 e foi seguido pelo companheiro Raikkonen, com Bottas e Hamilton em terceiro e quarto.
Com supermacios, Hamilton entrou na pista para uma segunda tentativa e visivelmente encontrou problemas para aquecer os pneus. Mesmo assim, vinha mais rápido em relação à primeira volta lançada nos dois primeiros setores. Só que o inglês tirou o pé descaradamente para não fazer um melhor tempo e, assim, ser obrigado a largar com esse jogo de pneus.
Na briga pelas últimas vagas no Q3, os espanhóis passaram sufoco, mas se garantiram, com Carlos Sainz e Fernando Alonso em nono e décimo lugares. Stoffel Vandoorne acabou eliminado no finalzinho, enquanto a dupla da Force India não repetiu o desempenho do Azerbaijão e também ficou fora da parte decisiva.
Eliminados: Stoffel Vandoorne (McLaren), Pierre Gasly (Toro Rosso), Esteban Ocon (Force India), Charles Leclerc (Sauber) e Sergio Pérez (Force India).
Q3
No começo da parte final do treino, os pilotos voltaram aos pneus supermacios. Na primeira rodada de tentativas, Lewis Hamilton foi 0s125 mais rápido do que Max Verstappen, enquanto Vettel e Raikkonen cometeram pequenos erros e ficaram em quinto e sétimo.
Hamilton melhorou ainda mais na segunda tentativa e fez 1m16s173, enquanto Bottas ficou a apenas 0s040. Mesmo com pneus macios na sua última volta lançada, Vettel ainda subiu para terceiro, a 0s1 do inglês, enquanto Raikkonen garantiu a segunda fila.

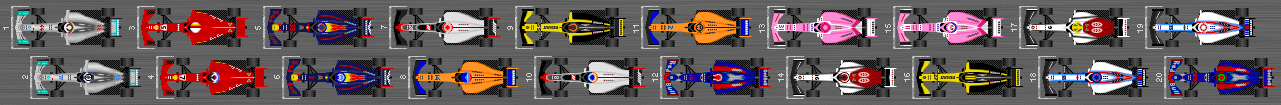
Grid de Largada

### Corrida
Quando as luzes se apagaram, Lewis Hamilton saltou bem e impediu qualquer ataque à liderança. Enquanto isso, Valtteri Bottas, apesar de tracionar bem, viu Sebastian Vettel ultrapassá-lo por fora, para assumir a segunda posição. Kimi Räikkönen, Max Verstappen, Daniel Ricciardo e Kevin Magnussen se colocaram logo atrás. 
No grupo intermediário, Carlos Sainz e Fernando Alonso tiveram um pequeno toque e chegaram a escapar do traçado – pior para o bicampeão, que caiu no pelotão. Quase ao mesmo tempo, Romain Grosjean, que perdera posições na largada, saiu de traseira na curva 3 e rodou. A Haas voltou para a pista rapidamente e acertou em cheio a Toro Rosso de Pierre Gasly e a Renault de Hülkenberg. Todos saíram ilesos do acidente, mas sem chance de retornar à prova dados os estragos nos carros.
Por conta dos reparos na pista e em função da quantidade de detritos, a direção de prova acionou o safety-car.
A relargada se deu na abertura da volta 7, e Hamilton tratou de abrir vantagem para Vettel. Bottas, Räikkönen, Verstappen e Ricciardo vieram logo na sequência. Mais atrás, Alonso superava Ocon em uma bonita ultrapassagem para entrar no top-10.
A disputa mais "acirrada" aí era entre os carros da Red Bull. O australiano se via mais veloz e lutava para alcançar o holandês. E ambos já estavam chegando no finlandês da Ferrari. 
Quando a prova chegou à volta 17, Vettel foi o primeiro entre os ponteiros a parar. E lá foi o alemão buscar os pneus médios, retornando em sétimo, atrás de Magnussen. A Mercedes reagiu rápido e chamou Bottas na volta seguinte. Mas a ação não deu o resultado esperado. No momento em que o nórdico retornava à pista, Sebastian ultrapassou o dinamarquês da Haas ao mesmo tempo, colocando Kevin entre ele e o adversário, em uma jogada inteligente.
Bottas, então, precisou de mais algumas curvas para superar Magnussen. E aí começou a perseguir o alemão da Ferrari. Enquanto isso, lá na frente, Hamilton seguia com um ritmo muito forte, abrindo mais de 17s para Räikkönen, agora em segundo, à frente de Verstappen e Ricciardo, Vettel Bottas, Magnussen, Sainz, Ocon e Pérez. Já Alonso deixava o top-10 porque também decidiu parar no giro 23 – o espanhol mudou os supermacios da largada para os médios.
Aí Kimi viveu um drama. O finlandês, de repente, se viu lento pela pista, em uma aparente perda de potência. Nisso, Verstappen e Ricciardo passaram pelo #7, que foi apenas levando o carro de volta aos boxes para abandonar.
E ainda na volta 26, foi a vez de Hamilton parar. O inglês foi aos boxes para pegar os pneus médios e voltou entre os carros da Red Bull. Então, Max passou a liderar a corrida, mas sem pit-stop. Lewis vinha 1s atrás, andando muito mais veloz. Ricciardo já tinha 8s2 de desvantagem, também sem parada. Vettel e Bottas completavam os cinco primeiros.  
A Red Bull esticou o primeiro stint o quanto deu, e chamou Ricciardo na volta 33. Max veio na seguinte. Os dois também calçaram os pneus médios em uma clara tática de uma única parada. Assim, com todos os pit-stops feitos, a ordem da corrida era: Hamilton, Vettel, Bottas, Verstappen, Ricciardo, Magnussen, Sainz, Leclerc, Alonso, Pérez, Stroll, Ericsson, Vandoorne, Hartley, Ocon e Sirotkin.
Na 40ª volta, a prova catalã viu mais um abandono: Ocon surgiu lento e parou a Force India com um aparente problema mecânico. O francês parou na área de escape interna da curva 4. Por conta do resgate do carro rosa, a direção de prova acionou o safety-car virtual. 
E com o ritmo de prova 40% menor, Vettel foi aos boxes mudar os pneus médios novamente. E pegou um jogo novinho do mesmo composto, voltando em quarto, entre os carros da Red Bull. Lá na frente, Hamilton e Bottas seguiam na ponta - o finlandês ganhou a posição do ferrarista com a parada extra. Neste meio tempo, Verstappen ainda tocou a traseira da Williams de Sirotkin, enquanto tentava superar o retardatário russo.
A corrida voltou ao desempenho normal na volta 47. E aí Alonso tratou de passar o jovem, Leclerc para assumir o oitavo lugar. Na ponta, Hamilton seguiu com seu forte ritmo, tendo agora Bottas 16s atrás, que tinha 10s para Verstappen, que vinha 2s à frente de Vettel, que sustentava uma folga de mais de 15s para Ricciardo, o quinto colocado. 
Enquanto isso, a McLaren vivia o primeiro abandono da temporada 2018. Vandoorne surgiu lento e parou no fim da saída dos boxes. O belga era apenas o 13º. Já Alonso seguia no oitavo posto. 
Com 12 voltas para o fim, a Mercedes mantinha a dobradinha lá na frente, sem qualquer esboço de novo pit-stop - na verdade, seguiria assim até o fim. Mais atrás, Vettel teimava em alcançar Verstappen. Ricciardo vinha distante dos dois, mas andando muito forte. Magnussen, Sainz, Alonso, Leclerc e Pérez fechavam o grupo da zona de pontuação.
No fim da contas, não houve mudanças na ordem. Lá na frente, Hamilton cruzou a linha de chegada para vencer pela segunda vez consecutiva neste ano. Bottas garantiu a dobradinha, com Verstappen em terceiro. Vettel ainda tentou uma última vez atacar Verstappen, mas não aproximou-se o suficiente para ameaçar o holandês e teve de se contentar com a quarta posição, em um dia fora do pódio. Ricciardo completou a lista dos cinco. Pontuaram também: Magnussen (sexto), Sainz (sétimo), Alonso (oitavo), Pérez (nono) e Leclerc (décimo), com a Sauber – pela segunda vez também. 

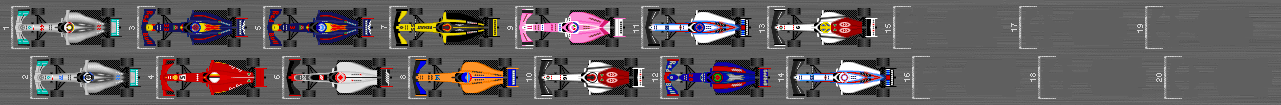
Resultado da corrida

## Pneus
| Nome do composto | Cor | Banda de rolamento | Condições de Tempo | Dry Type  | Aderência      | Longevidade   |
| ---------------- | --- | ------------------ | ------------------ | --------- | -------------- | ------------- |
| Super Macio      |     | Slick (P Zero)     | Seco               | Supersoft | Mais aderência | Menos durável |
| Macio            |     | Slick (P Zero)     | Seco               | Soft      | Médio          | Médio         |
| Médio            |     | Slick (P Zero)     | Seco               | Medium    | Médio          | Médio         |

| Escolhas de Pneus de cada piloto para o GP da Espanha: | Escolhas de Pneus de cada piloto para o GP da Espanha: | Escolhas de Pneus de cada piloto para o GP da Espanha: | Escolhas de Pneus de cada piloto para o GP da Espanha: | Escolhas de Pneus de cada piloto para o GP da Espanha: | Escolhas de Pneus de cada piloto para o GP da Espanha: |
| ------------------------------------------------------ | ------------------------------------------------------ | ------------------------------------------------------ | ------------------------------------------------------ | ------------------------------------------------------ | ------------------------------------------------------ |
| Nº                                                     | Pilotos                                                | Equipe(s)                                              | Médio                                                  | Macio                                                  | Super Macio                                            |
| 44                                                     | Lewis Hamilton                                         | Mercedes                                               |                                                        |                                                        |                                                        |
| 77                                                     | Valtteri Bottas                                        | Mercedes                                               |                                                        |                                                        |                                                        |
| 5                                                      | Sebastian Vettel                                       | Ferrari                                                |                                                        |                                                        |                                                        |
| 7                                                      | Kimi Räikkönen                                         | Ferrari                                                |                                                        |                                                        |                                                        |
| 3                                                      | Daniel Ricciardo                                       | Red Bull-TAG Heuer                                     |                                                        |                                                        |                                                        |
| 33                                                     | Max Verstappen                                         | Red Bull-TAG Heuer                                     |                                                        |                                                        |                                                        |
| 11                                                     | Sergio Pérez                                           | Force India-Mercedes                                   |                                                        |                                                        |                                                        |
| 31                                                     | Esteban Ocon                                           | Force India-Mercedes                                   |                                                        |                                                        |                                                        |
| 18                                                     | Lance Stroll                                           | Williams-Mercedes                                      |                                                        |                                                        |                                                        |
| 35                                                     | Sergey Sirotkin                                        | Williams-Mercedes                                      |                                                        |                                                        |                                                        |
| 55                                                     | Carlos Sainz Jr.                                       | Renault                                                |                                                        |                                                        |                                                        |
| 27                                                     | Nico Hülkenberg                                        | Renault                                                |                                                        |                                                        |                                                        |
| 10                                                     | Pierre Gasly                                           | Toro Rosso-Honda                                       |                                                        |                                                        |                                                        |
| 28                                                     | Brendon Hartley                                        | Toro Rosso-Honda                                       |                                                        |                                                        |                                                        |
| 8                                                      | Romain Grosjean                                        | Haas-Ferrari                                           |                                                        |                                                        |                                                        |
| 20                                                     | Kevin Magnussen                                        | Haas-Ferrari                                           |                                                        |                                                        |                                                        |
| 14                                                     | Fernando Alonso                                        | McLaren-Renault                                        |                                                        |                                                        |                                                        |
| 2                                                      | Stoffel Vandoorne                                      | McLaren-Renault                                        |                                                        |                                                        |                                                        |
| 9                                                      | Marcus Ericsson                                        | Sauber-Ferrari                                         |                                                        |                                                        |                                                        |
| 16                                                     | Charles Leclerc                                        | Sauber-Ferrari                                         |                                                        |                                                        |                                                        |

## Resultados

### Treino Classificatório
| Pos.                     | Nº | Piloto            | Construtor                | Q1       | Q2       | Q3       | Grid |
| ------------------------ | -- | ----------------- | ------------------------- | -------- | -------- | -------- | ---- |
| 1                        | 44 | Lewis Hamilton    | Mercedes                  | 1:17.633 | 1:17.166 | 1:16.173 | 1    |
| 2                        | 77 | Valtteri Bottas   | Mercedes                  | 1:17.674 | 1:17.111 | 1:16.213 | 2    |
| 3                        | 5  | Sebastian Vettel  | Ferrari                   | 1:17.031 | 1:16.802 | 1:16.305 | 3    |
| 4                        | 7  | Kimi Räikkönen    | Ferrari                   | 1:17.483 | 1:17.071 | 1:16.612 | 4    |
| 5                        | 33 | Max Verstappen    | Red Bull Racing-TAG Heuer | 1:17.411 | 1:17.266 | 1:16.816 | 5    |
| 6                        | 3  | Daniel Ricciardo  | Red Bull Racing-TAG Heuer | 1:17.623 | 1:17.638 | 1:16.818 | 6    |
| 7                        | 20 | Kevin Magnussen   | Haas-Ferrari              | 1:18.169 | 1:17.618 | 1:17.676 | 7    |
| 8                        | 14 | Fernando Alonso   | McLaren-Renault           | 1:18.276 | 1:18.100 | 1:17.721 | 8    |
| 9                        | 55 | Carlos Sainz Jr.  | Renault                   | 1:18.480 | 1:17.803 | 1:17.790 | 9    |
| 10                       | 8  | Romain Grosjean   | Haas-Ferrari              | 1:18.305 | 1:17.699 | 1:17.835 | 10   |
| 11                       | 2  | Stoffel Vandoorne | McLaren-Renault           | 1:18.885 | 1:18.323 | —        | 11   |
| 12                       | 10 | Pierre Gasly      | Toro Rosso-Honda          | 1:18.550 | 1:18.463 | —        | 12   |
| 13                       | 31 | Esteban Ocon      | Force India-Mercedes      | 1:18.813 | 1:18.696 | —        | 13   |
| 14                       | 16 | Charles Leclerc   | Sauber-Ferrari            | 1:18.661 | 1:18.910 | —        | 14   |
| 15                       | 11 | Sergio Pérez      | Force India-Mercedes      | 1:18.740 | 1:19.098 | —        | 15   |
| 16                       | 27 | Nico Hülkenberg   | Renault                   | 1:18.923 | —        | —        | 16   |
| 17                       | 9  | Marcus Ericsson   | Sauber-Ferrari            | 1:19.493 | —        | —        | 17   |
| 18                       | 35 | Sergey Sirotkin   | Williams-Mercedes         | 1:19.695 | —        | —        | 191  |
| 19                       | 18 | Lance Stroll      | Williams-Mercedes         | 1:20.225 | —        | —        | 18   |
| Tempo dos 107%: 1:22.423 |    |                   |                           |          |          |          |      |
| —                        | 28 | Brendon Hartley   | Toro Rosso-Honda          | S/Tempo  | —        | —        | 202  |
| Fonte:                   |    |                   |                           |          |          |          |      |

Notas
- ↑1  – Sergey Sirotkin recebeu uma penalidade de três posições por causar um acidente evitável na volta de abertura do Grande Prêmio do Azerbaijão.[4]
- ↑2  – Brendon Hartley não conseguiu definir um tempo de volta dentro de 107% do tempo mais rápido no Q1. Sua participação na corrida será feita a critério dos comissários de corrida.

### Corrida
| Pos.   | Nu. | Piloto            | Construtor                | Voltas | Tempo/Retirado    | Grid | Pontos |
| ------ | --- | ----------------- | ------------------------- | ------ | ----------------- | ---- | ------ |
| 1      | 44  | Lewis Hamilton    | Mercedes                  | 66     | 1:35:29.972       | 1    | 25     |
| 2      | 77  | Valtteri Bottas   | Mercedes                  | 66     | +20.593           | 2    | 18     |
| 3      | 33  | Max Verstappen    | Red Bull Racing-TAG Heuer | 66     | +26.873           | 5    | 15     |
| 4      | 5   | Sebastian Vettel  | Ferrari                   | 66     | +27.584           | 3    | 12     |
| 5      | 3   | Daniel Ricciardo  | Red Bull Racing-TAG Heuer | 66     | +50.058           | 6    | 10     |
| 6      | 20  | Kevin Magnussen   | Haas-Ferrari              | 65     | +1 volta          | 7    | 8      |
| 7      | 55  | Carlos Sainz Jr.  | Renault                   | 65     | +1 volta          | 9    | 6      |
| 8      | 14  | Fernando Alonso   | McLaren-Renault           | 65     | +1 volta          | 8    | 4      |
| 9      | 11  | Sergio Pérez      | Force India-Mercedes      | 64     | +2 voltas         | 15   | 2      |
| 10     | 16  | Charles Leclerc   | Sauber-Ferrari            | 64     | +2 voltas         | 14   | 1      |
| 11     | 18  | Lance Stroll      | Williams-Mercedes         | 64     | +2 voltas         | 19   |        |
| 12     | 28  | Brendon Hartley   | Toro Rosso-Honda          | 64     | +2 voltas         | 20   |        |
| 13     | 9   | Marcus Ericsson   | Sauber-Ferrari            | 64     | +2 voltas         | 17   |        |
| 14     | 35  | Sergey Sirotkin   | Williams-Mercedes         | 63     | +3 voltas         | 18   |        |
| Ret    | 2   | Stoffel Vandoorne | McLaren-Renault           | 45     | Câmbio            | 11   |        |
| Ret    | 31  | Esteban Ocon      | Force India-Mercedes      | 38     | Vazamento de Óleo | 13   |        |
| Ret    | 7   | Kimi Räikkönen    | Ferrari                   | 25     | Turbo             | 4    |        |
| Ret    | 8   | Romain Grosjean   | Haas-Ferrari              | 0      | Colisão           | 10   |        |
| Ret    | 10  | Pierre Gasly      | Toro Rosso-Honda          | 0      | Colisão           | 12   |        |
| Ret    | 27  | Nico Hülkenberg   | Renault                   | 0      | Colisão           | 16   |        |
| Fonte: |     |                   |                           |        |                   |      |        |

## Voltas na Liderança
- Commons

| Nº de Voltas | Piloto         | Voltas       |
| ------------ | -------------- | ------------ |
| 58           | Lewis Hamilton | 1-24 e 33-66 |
| 8            | Max Verstappen | 25-32        |

## 2018DHLFastest Pit Stop Award

### Resultado
| 1      | 3  | Daniel Ricciardo | Red Bull Racing | 2.26 | 25 |
| 2      | 18 | Lance Stroll     | Williams        | 2.36 | 18 |
| 3      | 33 | Max Verstappen   | Red Bull Racing | 2.38 | 15 |
| 4      | 35 | Sergey Sirotkin  | Williams        | 2.49 | 12 |
| 5      | 14 | Fernando Alonso  | McLaren         | 2.49 | 10 |
| 6      | 44 | Lewis Hamilton   | Mercedes        | 2.59 | 8  |
| 7      | 16 | Charles Leclerc  | Sauber          | 2.64 | 6  |
| 8      | 9  | Marcus Ericsson  | Sauber          | 2.67 | 4  |
| 9      | 5  | Sebastian Vettel | Ferrari         | 2.71 | 2  |
| 10     | 11 | Sergio Pérez     | Force India     | 2.77 | 1  |
| Fonte: |    |                  |                 |      |    |

### Classificação
| Tabela do DHL Fastest Pit Stop Award \| Pos \| Construtor \| Pontos \| Var \| \| --- \| -------------------- \| ------ \| ------- \| \| 1 \| Red Bull-TAG Heuer \| 141 \| Estável \| \| 2 \| Williams-Mercedes \| 86 \| 2 \| \| 3 \| Ferrari \| 75 \| 1 \| \| 4 \| Mercedes \| 71 \| 1 \| \| 5 \| Force India-Mercedes \| 38 \| 1 \| \| 6 \| Sauber-Ferrari \| 34 \| 1 \| \| 7 \| Toro Rosso-Honda \| 20 \| 1 \| \| 8 \| McLaren-Renault \| 16 \| 2 \| \| 9 \| Renault \| 13 \| 1 \| \| 10 \| Haas-Ferrari \| 11 \| 1 \| |                      |        |         |
| Pos | Construtor           | Pontos | Var     |
| 1 | Red Bull-TAG Heuer   | 141    | Estável |
| 2 | Williams-Mercedes    | 86     | 2       |
| 3 | Ferrari              | 75     | 1       |
| 4 | Mercedes             | 71     | 1       |
| 5 | Force India-Mercedes | 38     | 1       |
| 6 | Sauber-Ferrari       | 34     | 1       |
| 7 | Toro Rosso-Honda     | 20     | 1       |
| 8 | McLaren-Renault      | 16     | 2       |
| 9 | Renault              | 13     | 1       |
| 10 | Haas-Ferrari         | 11     | 1       |

## Tabela do campeonato após a corrida
Somente as cinco primeiras posições estão incluídas nas tabelas.
| Pos | Piloto           | Pontos | Var     |
| --- | ---------------- | ------ | ------- |
| 1   | Lewis Hamilton   | 95     | Estável |
| 2   | Sebastian Vettel | 78     | Estável |
| 3   | Valtteri Bottas  | 58     | 1       |
| 4   | Kimi Räikkönen   | 48     | 1       |
| 5   | Daniel Ricciardo | 47     | Estável |

| Pos | Construtor         | Pontos | Var     |
| --- | ------------------ | ------ | ------- |
| 1   | Mercedes           | 153    | 1       |
| 2   | Ferrari            | 126    | 1       |
| 3   | Red Bull-TAG Heuer | 80     | Estável |
| 4   | Renault            | 41     | 1       |
| 5   | McLaren-Renault    | 40     | 1       |